# Misjonarz
Misjonarz (łac. missionarius) – osoba wysłana przez kościół lub związek wyznaniowy w celu szerzenia wiary chrześcijańskiej według słów Jezusa Chrystusa „Idźcie i nauczajcie wszystkie narody" (Mt 28,19).

## Misjonarz zakonny i świecki w Kościele katolickim
Również kapłan, ojciec, brat zakonny należący do zakonu o specjalności misyjnej lub osoba świecka, prowadząca działalność misyjną. Może to być też ksiądz diecezjalny, który po uzyskaniu zgody właściwego terytorialnie biskupa diecezjalnego i przejściu kursu może wyjechać za granicę.
Aby zostać misjonarzem zakonnym trzeba skończyć 7–12 letnie studia, w zależności od formacji danego zgromadzenia. Misjonarz świecki może rozpocząć swoją działalność zazwyczaj po 1 roku przygotowań w ośrodkach szkolenia misyjnego.
Na misjach aktualnie (stan na 1 października 2022) posługuje 1743 polskich misjonarzy i misjonarek. Przebywają oni w 99 krajach na 5 kontynentach.
Najwięcej polskich misjonarzy pracuje w Ameryce Łacińskiej i na Karaibach – 688 misjonarzy i misjonarek z Polski. Krajami, w których jest najwięcej polskich misjonarzy, są: Brazylia – 206, Boliwia – 111, Argentyna – 109,  Peru – 55 i Paragwaj – 36. W Ameryce Łacińskiej i na Karaibach przebywa 152 księży diecezjalnych, 345 zakonników, 173 siostry zakonne i 18 osób świeckich.
W  Afryce i na Madagaskarze – 673. Kraje, w których już od wielu lat znajduje się najwięcej polskich misjonarzy, to: Kamerun – 111, Zambia – 63, Tanzania – 54, Madagaskar – 42, Południowa Afryka – 34, Rwanda – 24 i Republika Centralnej Afryki – 38. W Afryce i na Madagaskarze przebywa 73 księży diecezjalnych, 259 zakonników, 259 sióstr zakonnych i 15 osób świeckich.
W Azji jest 301 polskich misjonarzy. Już od wielu lat najwięcej polskich misjonarzy pracuje w Kazachstanie – 105, na Filipinach – 26, w Japonii – 26, Uzbekistanie 16 osób i w Tajwanie – 15. W Azji przebywa 46 księży diecezjalnych, 127 zakonników, 123 siostry zakonne i 5 osób świeckich.
W Oceanii pracuje 65 misjonarzy, wszyscy w Papui-Nowej Gwinei. W Oceanii przebywa 12 księży diecezjalnych, 45 zakonników, 7 sióstr zakonnych i 1 osoba świecka.
W Ameryce Północnej pracuje 16 misjonarzy. Większość osób pracuje w Kanadzie – 9, na Alasce – 5 i Bermudy – 2. W Ameryce Północnej przebywa 4 księży diecezjalnych, 11 zakonników i 1 osoba świecka.
Na świecie pracuje (stan na 1 października 2022):
- 287 księży diecezjalnych, m.in.: diecezja tarnowska – 52, archidiecezja przemyska – 17, diecezja opolska – 13, archidiecezja lubelska – 12, archidiecezja krakowska 11, archidiecezja warszawska – 8, archidiecezja częstochowska – 8, diecezja siedlecka - 10, diecezja sandomierska - 9, diecezja rzeszowska - 7, archidiecezja białostocka - 7, archidiecezja gnieźnieńska - 7 i diecezja pelplińska - 7;
- 787 zakonników, m.in.: Werbiści – 156, Franciszkanie konwentualni – 69, Franciszkanie – 53, Salezjanie – 60, Pallotyni - 54;
- 629 sióstr zakonnych, m.in.: Franciszkanki Misjonarki Maryi – 50, Zgromadzenie Sióstr Służebnic Ducha Świętego od Wieczystej Adoracji – 42, Elżbietanki – 40, Służebniczki starowiejskie – 21; Misjonarki Miłości - 33, Siostry Miłosierdzia - 25, Józefitki - 22, Salezjanki - 19;
- 40 misjonarzy świeckich, m.in.: archidiecezja krakowska – 6, diecezja warszawsko-praska – 4, diecezja bielsko-żywiecka - 4, diecezja opolska – 4, archidiecezja warszawska – 3, archidiecezja gdańska - 3; diecezja tarnowska - 3.

### Zakony misyjne
- Franciszkanie (OFM)
- Zgromadzenie Misji (CM)
- Misjonarze Klaretyni (CMF)
- Misjonarze Kombonianie (MCCI)
- Misjonarze Krwi Chrystusa (CPPS)
- Misjonarze Oblaci Maryi Niepokalanej (OMI)
- Misjonarze Świętej Rodziny (MSF)
- Misjonarze z Mariannhill (CMM)
- Stowarzyszenie Misji Afrykańskich (SMA)
- Werbiści (SVD)
- Saletyni (MS)
- Redemptoryści (CSsR)
- Ojcowie Biali (MAfr)
- Sercanie (SCJ)
- Duchacze (CSSp)
- Pallotyni (SAC)

## Misjonarz u Świadków Jehowy
W wyznaniu Świadków Jehowy misjonarzem terenowym jest ochrzczony absolwent Kursu dla Ewangelizatorów Królestwa (wcześniej był nim absolwent Biblijnej Szkoły Strażnicy – Gilead), który na głoszenie dobrej nowiny o Królestwie Bożym przeznacza 100 godzin w miesiącu. Mianowany jest przez Komitet Służby Ciała Kierowniczego, a teren działalności (nawet zagraniczny) wyznacza mu Komitet Oddziału.
Ze względu na wykonywanie specjalnego zadania misjonarz należy do Ogólnoświatowej Wspólnoty Specjalnych Sług Pełnoczasowych Świadków Jehowy. W 2021 roku na całym świecie działało 3090 misjonarzy terenowych. Zostali przydzielani do zborów, w których są potrzeby związane z głoszeniem. Dodatkowo 1001 misjonarzy terenowych usługiwało w charakterze nadzorców obwodów i ich żon.